# Boycot van de apartheid in Zuid-Afrika
De boycot van de apartheid in Zuid-Afrika was een in 1960, door de Veiligheidsraad van de Verenigde Naties ingestelde internationale boycot, bedoeld om een einde te maken aan de apartheid in Zuid-Afrika. Na een diplomatieke en economische boycot, volgde ook een wapenembargo. Een aantal landen stelden ook een culturele en academische boycot in. De internationale sancties werden opgeheven in 1994, na de afschaffing van de apartheid. De Britse Anti-Apartheid Movement (AAM), die pleitte voor een boycot, speelde een belangrijke rol in de internationale boycot-beweging.

## Het systeem van apartheid
In 1948 voerde de regering van Zuid-Afrika (ZA) een systeem van rassenscheiding in, dat apartheid werd genoemd. Onder dat systeem werden veel rechten ontnomen aan mensen met een zwarte huidskleur en mensen van gemengd ras (kleurlingen). Ook werden huwelijken tussen mensen van verschillende rassen verboden. Zuid-Afrika werd opgedeeld in aparte gebieden voor blanken en voor niet-blanken.
Tot 27 oktober 1966 bestuurde ZA het land Zuidwest-Afrika, nu Namibië, onder een VN-mandaat. Na de beëindiging van het Mandaat bleef ZA het land besturen als bezettingsmacht. De apartheid werd ook daar ingevoerd. De lokale bevolking werd volgens het Plan Odendaal geconcentreerd in Bantoestans in de grensgebieden, terwijl het grootste deel van Zuidwest-Afrika bleef gereserveerd voor de blanke bevolking. De natuurlijke grondstoffen kwamen ten goede aan ZA.

## Verloop in de Verenigde Naties

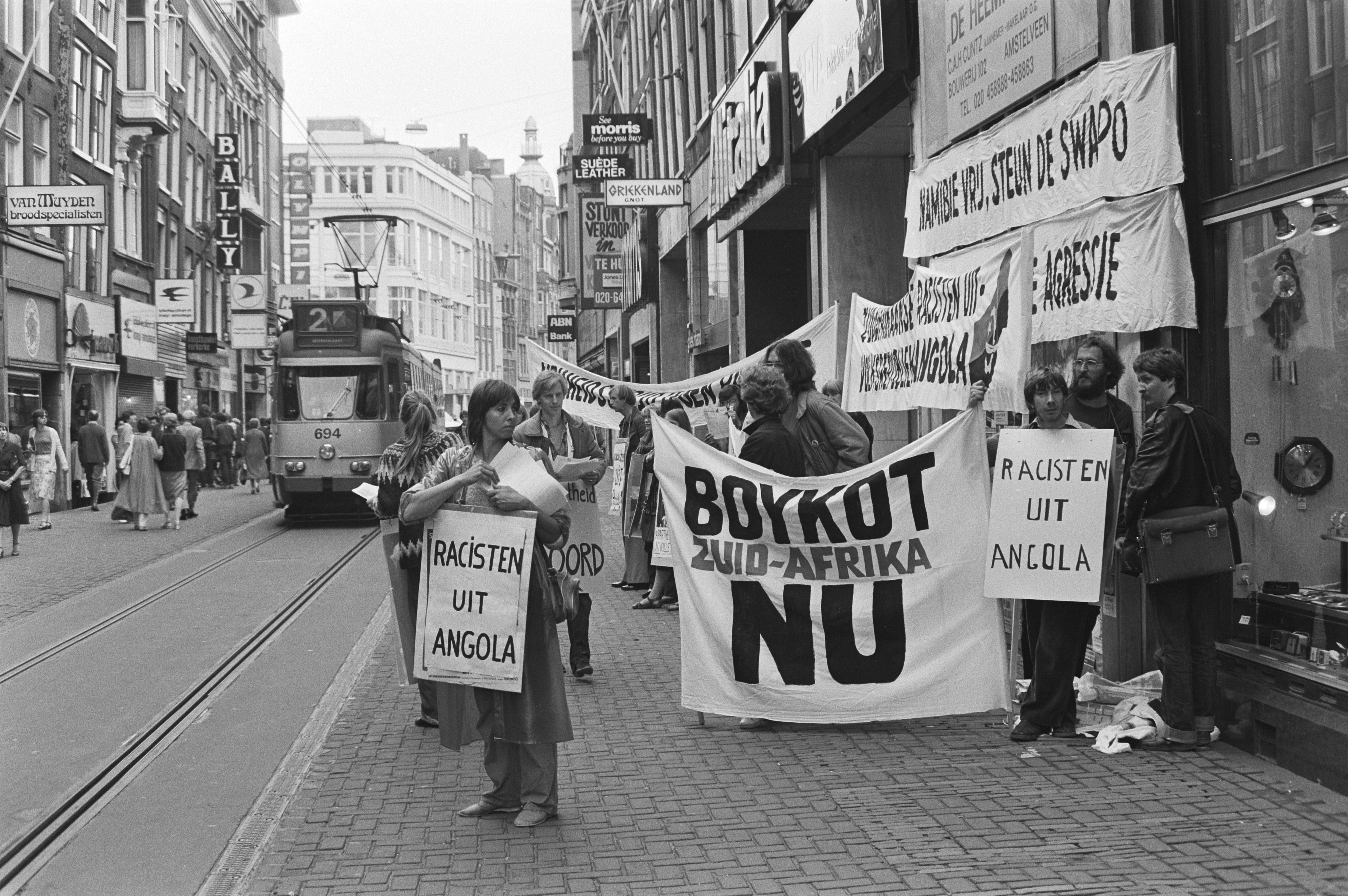
Demonstratie in Amsterdam, 1981

Op 2 december 1950 verklaarde de Algemene Vergadering van de Verenigde Naties (AV) in Resolutie 395(V), dat "een politiek van 'raciale segregatie' (apartheid) noodzakelijkerwijze is gebaseerd op doctrines van raciale discriminatie", oftewel dat apartheid gelijk staat aan racisme.
In december 1952 probeerde ZA tevergeefs de instelling van een onderzoekscommissie van de Verenigde Naties te saboteren. Het apartheidsregime weigerde de Commissie echter de toegang tot het land. Een jaar later nam de AV Resolutie 721 aan, waarin ZA werd gemaand een einde te maken aan de "religieuze en zogenaamde raciale vervolging en discrimininatie". Weer een jaar later constateerde de AV, dat er nog steeds onvoldoende vooruitgang was geboekt. In 1955 en de jaren daarna uitte de AV opnieuw haar bezorgdheid in tandeloze resoluties.
De houding van de VN veranderde na het bloedige neerslaan van de demonstraties in Sharpeville. Op 1 april 1960 riep de Veiligheidsraad van de Verenigde Naties (VR) in Resolutie 134 op tot afschaffing van het apartheidssysteem. In de maanden erna besloten veel landen tot boycot van goederen. In juni 1960 riepen ook Afrikaanse staten op tot sancties tegen ZA. In april 1961 veroordeelde de AV met Resolutie 1598 (XV) vrijwel unaniem de apartheid als laakbaar en in strijd met de menselijke waardigheid. Alleen Portugal, dat toentertijd Angola koloniseerde, stemde tegen de resolutie.
Op 6 november 1962 riep de AV in Resolutie 1761 op tot verbreking van diplomatieke banden met Zuid-Afrika, boycot van Zuid-Afrikaanse goederen, verbanning van schepen onder Zuid-Afrikaanse vlag en boycot van regeringsvliegtuigen. Ook werd opgeroepen tot een wapenembargo. In augustus 1963 kondigde ook de VR in Resolutie 181 een vrijwillig wapenembargo af. Frankrijk en Engeland steunden het embargo niet.
Op 13 december 1967 droeg de AV de VR op, om algemeen verplichte economische sancties op te leggen. Ook werden de handelspartners van ZA veroordeeld en alle staten opgeroepen hun betrekkingen met ZA te verbreken en zo de apartheid te elimineren. Een jaar later volgde een oproep, om ook culturele, educatieve, sportieve en andere uitwisselingen op te schorten met organisaties die apartheid praktiseerden.
Ondanks de boycots, begon ZA in 1968 met de invoering van het Plan Odendaal, dat voorzag in de invoering van thuislanden voor de lokale bevolkingen in het door ZA bezette Zuidwest-Afrika (nu Namibië) volgens het systeem van apartheid. Het land werd opnieuw veroordeeld door de Veiligheidsraad.
In aanloop naar de Olympische Zomerspelen 1972, werd op 29 november 1971 door de AV opgeroepen tot een boycot van sportteams die een apartheidspolitiek toepasten. ZA werd veroordeeld voor deze politiek in sporten. Op 10 december 1985 keurde de AV de Internationale Conventie tegen Apartheid in Sporten goed. Deze bevatte specifieke maatregelen tegen ZA.
Omdat het embargo door bepaalde landen werd ontdoken, werd op 4 november 1977 unaniem tot een verplichtend wapenembargo besloten, dat tevens bedoeld was om de ontwikkeling van kernwapens tegen te gaan. In november 1986 volgde dan nog Resolutie 591, bedoeld om een einde te maken aan het ontduiken van de boycot en ook als verbod op de import van wapens vanuit ZA, dat inmiddels een indrukwekkende wapenindustrie had opgebouwd.
Nadat het apartheidsregime in februari 1990 Nelson Mandela had vrijgelaten, werden de internationale boycots beëindigd. De economische sancties van de VN werden in oktober 1993, op verzoek van het ANC beëindigd. Het wapenembargo eindigde in 1994. In totaal werd de apartheid meer dan 50 keer door de Veiligheidsraad veroordeeld.

## Boycot door internationale organisaties

### Sportboycot
Niet-blanke sporters werden door het apartheidsregime verhinderd om deel te nemen aan de Olympische Spelen. Desondanks mocht ZA deelnemen aan de Spelen van 1960. In 1964 werd het land evenwel van deelname uitgesloten. Ook in de jaren daarna bleef de verbanning tot en met 1988 gehandhaafd. ZA werd weer toegelaten vanaf de zomerspelen in 1992.
Het land mocht aanvankelijk wel deelnemen aan de Paralympics, totdat Nederland besloot ZA uit te sluiten van de Paralympische Zomerspelen van 1980 in Nederland. De speciale VN-commissie tegen apartheid in de sport en het Comité Zuidelijk Afrika hadden beiden kenbaar gemaakt, dat deelname van Zuid-Afrika in strijd was met een aantal VN-bepalingen. Afrikaanse landen dreigden de Spelen in Nederland te boycotten. Aanvankelijk was de regering tegen uitsluiting, maar na een motie in de Tweede Kamer, ging het kabinet toch overstag. ZA had zich zelf kandidaat gesteld voor de organisatie van die Spelen.
In september 1980 begonnen de VN met het opstellen van een lijst van sporters en organisatoren die betrokken waren bij sportevenementen in ZA, samengesteld door het United Nations Special Committee Against Apartheid. Er werden geen sancties opgelegd aan de betrokkenen. De lijst was louter bedoeld om hen onder druk te zetten, af te zien van deelname. Zij die verklaarden niet deel te gaan nemen aan Zuid-Afrikaanse sportevenementen, werden van de lijst verwijderd. Een soortgelijke lijst was er ook van artiesten.
Op 10 november 1985 namen de VN een resolutie aan ter goedkeuring van de Internationale Conventie tegen Apartheid in Sporten. Deze was bedoeld, om een eind te maken aan apartheid in sport. De daarin genoemde maatregelen waren specifiek gericht tegen het apartheidsregime in ZA. De Conventie riep VN-lidstaten op, om ZA uit te sluiten van lidmaatschap van sportfederaties en om sportteams en individuele sporters die een apartheidsstaat vertegenwoordigden de toegang tot het land te ontzeggen. Er werd een Commission against Apartheid in Sports ingesteld.
Ook binnen het internationaal voetbal werd Zuid-Afrika geboycot. Hoewel het stichtend lid van de CAF was werd het in 1958 uit deze organisatie gestoten, en vrij snel daarna door FIFA geschorst. Na de Sowetorellen in 1974 volgde de formele uitstoting van de Zuid-Afrikaanse voetbalbond.

### Boycot door andere organisaties
In juni 1961 verzocht de Internationale Arbeidsorganisatie (ILO) ZA om de organisatie te verlaten. Pas in 1964 gaf ZA hier gehoor aan.

## De rol van de Britse Antiapartheidsbeweging

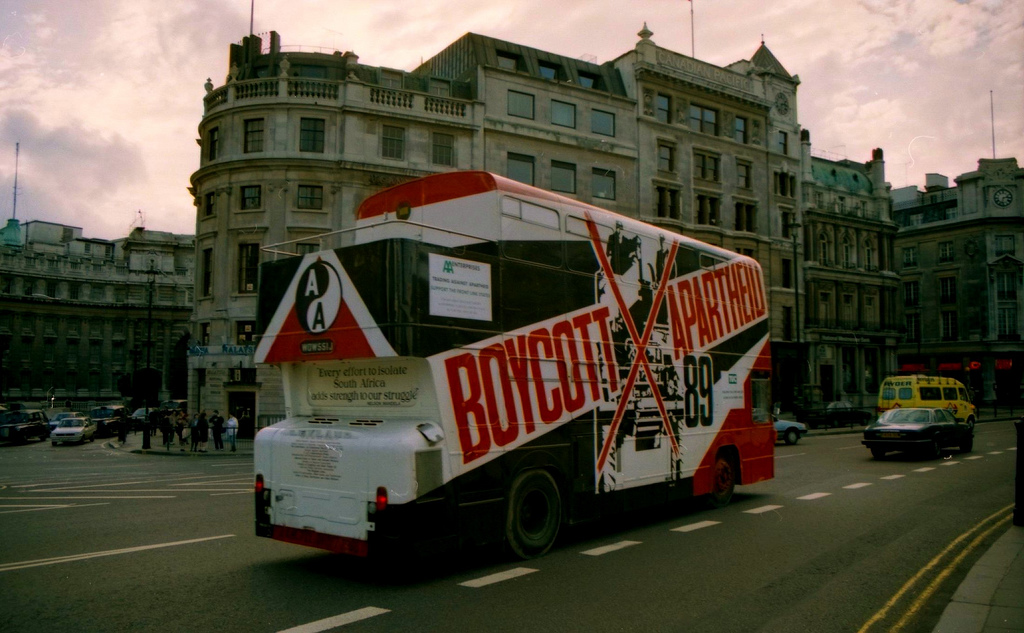
Antiapartheidbus in Londen, 1989

Op 26 juni 1959 riepen Zuid-Afrikaanse ballingen en Britse aanhangers op tot een boycot van Zuid-Afrikaanse producten. Het was het begin van de internationale Anti-Apartheid Movement (AAM). Het Afrikaans Nationaal Congres, een volksbeweging die opkwam voor de rechten van de zwarte bevolking, was eerder al een boycot gestart. In maart 1960 riep ANC-leider Albert Luthuli de Britten op tot deelname aan de boycot. Na het bloedbad van Sharpeville – dat diezelfde maand plaatsvond – en de verbanning van het ANC door het apartheidsregime, werd opgeroepen tot een totale isolatie van Zuid-Afrika. De AAM zag zijn wens vervuld in een resolutie van de VN-Veiligheidsraad.
De opeenvolgende Britse regeringen deden uit economische overwegingen niet mee aan de boycot. Een internationale wapenboycot was over het algemeen succesvol, maar de Labourregering steunde die van 1964–1970 slechts gedeeltelijk. In 1970 trok de Britse Conservatieve Partij de beperkte steun voor het wapenembargo weer in, totdat de VN Veiligheidsraad, met Verenigd Koninkrijk als permanent lid, in 1977 unaniem een verplicht wapenembargo afkondigde. De Britse antiapartheidsbeweging (AAM) startte daarop een wereldwijde campagne voor beëindiging van de militaire en nucleaire samenwerking met ZA. Daarnaast werd opgeroepen om investeringen in Britse bedrijven in ZA – die Zuid-Afrikaanse arbeiders onderbetaalden – terug te trekken. Politiek activisten werden door de autoriteiten gevangen gezet en mishandeld. De bevrijdingsbeweging SWAPO voerde vanuit buurland Namibië een guerrillaoorlog.
In 1979 verloor het aan Zuid-Afrika's verwante blanke minderheidsbewind van buurland Rhodesië (nu Zimbabwe) zijn macht. De AAM voerde nu haar campagnes tegen ZA op.
Na het einde van de apartheid bleef de Britse antiapartheidsbeweging zich inzetten voor steun aan andere landen in Zuidelijk Afrika.

## De rol van andere landen
Een aantal landen, waaronder Nederland, hanteerde in de jaren 1980 een culturele en academische boycot. De Nederlandse boycot werd niet officieel afgekondigd, maar bleek desondanks effectief.
Na de eerste politieke hervormingen, werd in 1991 de internationale boycot versoepeld. Paul Simon, die de zwarte bevolking juist steunde, was in januari 1992 de eerste belangrijke popartiest die Zuid-Afrika bezocht voor een optreden, maar werd desondanks tegengewerkt door zwarte bevrijdingsbewegingen, omdat hij hiermee de boycot doorbrak.
Israël speelde een rol bij het ontduiken van de boycot. Zuid-Afrikaanse producten werden naar Israël verscheept, daar minimaal bewerkt en vervolgens met een "made in Israel"-label verkocht aan Europa en VS. Beide landen werkten nauw samen op het gebied van veiligheid, nucleaire zaken, Geheime Dienst en de handel in wapens en wapensystemen.